# خربة الناقة (الرقة)
خربة الناقة قرية سورية تتبع ناحية سلوك في منطقة تل أبيض في محافظة الرقة. بلغ عدد سكانها 12 نسمة في عام 2004 حسب إحصاء المكتب المركزي للإحصاء.